# خانم کله سیب‌زمینی (ترانه)
«خانم کله سیب‌زمینی» (به انگلیسی: Mrs. Potato Head) ترانه‌ای از خواننده-ترانه‌پرداز آمریکایی ملانی مارتینز می‌باشد که در نخستین آلبوم استودیویی وی تحت عنوان بچهٔ گریون (۲۰۱۵) قرار دارد. این ترانه از لحاظ شعری به جراحی پلاستیک، عواقب آن و تقلا کردن برای زیبایی در دنیای مدرن مخصوصاً برای زنان، می‌پردازد.